# Дім для Дома

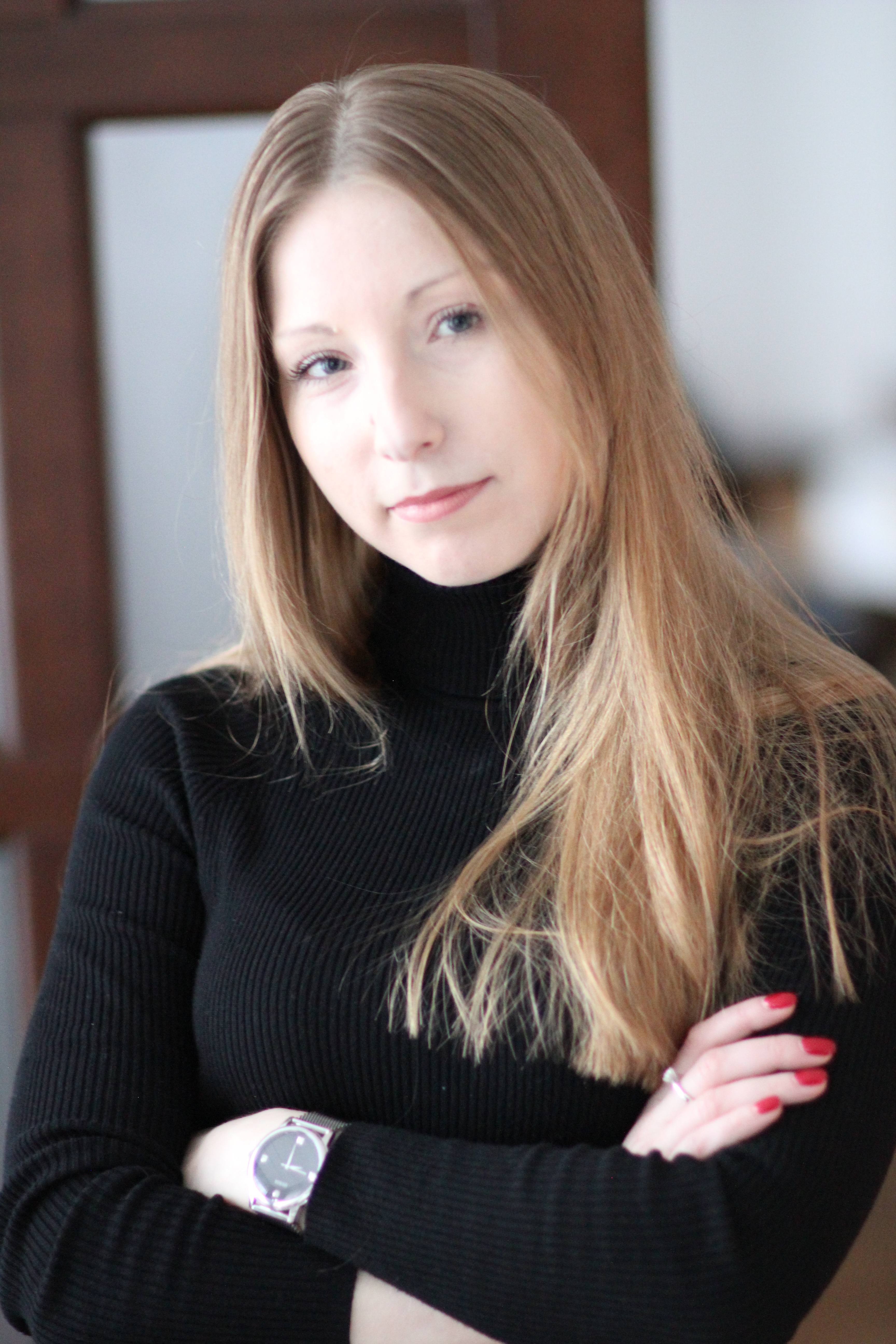
Вікторія Амеліна, авторка

«Дім для До́ма» — роман сучасної української письменниці Вікторії Амеліної, у якому зображено історію однієї радянської родини: старого полковника, кількох поколінь жінок і пуделя Домініка. Опублікований 2017 року у «Видавництві Старого Лева».

## Історія написання
Авторка твору — Вікторія Амеліна — зазначає, що «історію, на якій побудований „Дім для Дома“, хотіла розповісти давно, але бракувало правильної інтонації». Працювала над текстом, мандруючи світом, тому вважає, що це символічно, адже «роман — про пошук дому, а писати його почала десь ніде».
Самі ж герої роману знайшли притулок у помешканні, яке теж мало свою історію — належало польському письменнику-фантасту єврейського походження Станіславу Лему. Він «дуже відомий і важливий для Львова письменник. Його „Високий замок“ — одна з найкращих книжок про міжвоєнний Львів. Саме з неї й помандрувала в мій роман „Дім для Дома“ таємнича залізна скриня зі старими секретами».

## Сюжет

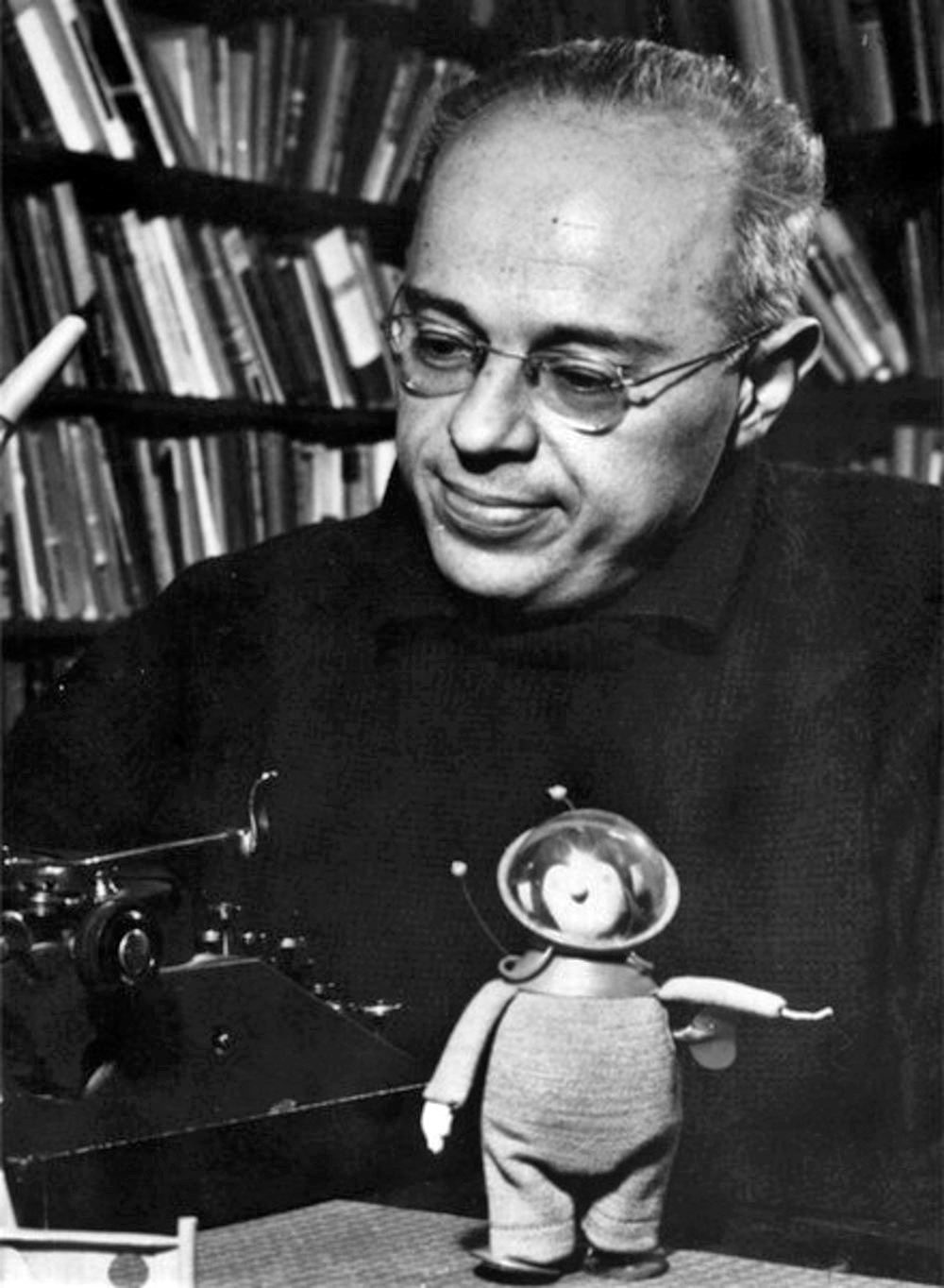
Станіслав Лем

«Дім для Дома» — це історія без початку і кінця.
Вікторія Амеліна зосереджує увагу читачів на історії трьох поколінь родини Ціликів у час повільного й болісного розпаду СРСР. Головний герой — собака Домінік (або Дом для «своїх»). Знакові події для тварини починаються тоді, коли він потрапляє до нової сім'ї. Дом описує все, що відбувається в житті господарів; відчуття світу для улюбленця — запахи, тож «нюхові» асоціації й порівняння огортають життєтло Ціликів у його розповідях.
У тексті є два важливих артефакти минулого, що не впливають на сюжет, проте стають певними дороговказами для читачів: іржавий літак полковника Івана Цілика, який уже ніколи не запрацює (як згадка про радянське минуле), і стара велика скриня у квартирі на Лепкого, цінність якої полягає в її таємничому вмісті (данина галицькій культурі й історії). Такі контрасти спостерігаємо й серед персонажів роману: «дві дівчинки-онуки з родини Ціликів з однаковим іменем Марія — ніби дві версії праці з травмою і, як наслідок, два варіянти майбутнього. Марія-Маруся, попри втрату зору, одужує й у відповідний час опиняється на Майдані 2004 року, визначившись з ідентичністю й обравши дім у Львові. Марія-Маша озирається на інші країни та „кращі часи“ в минулому», — пише Ія Ківа.
Відставник із посттравматикою і захованим літаком-винищувачем. Домогосподарка, «мати-сира-земля», яка ще від 1970-х намагається прижитися на Галичині (Велика Ба). Нікому не потрібна тиха алкоголічка (Тамара). Колишня учителька (Оля), яка кидається у вир дикого бізнесу 1990-х. «Історія родини Ціликів на позір не має видатних чи значущих подробиць. Ані надстраждань, ані надгероїзму. […] „Велика історія“ XX століття Ціликів оминула, але не оминула історія як така, слідами якої просякнуто повітря, землю і стіни будинків. Ці події потребують осмислення та артикулювання, бо постсовєтським містом є не лише Донецьк, присутній у романі, а й Львів».

## Головні герої
- Велика Ба — дружина полковника.
- Полковник — військовий льотчик. Чоловік Великої Ба.
- Тамара — старша донька подружжя.
- Мама Оля — сестра Тамари.
- Маша — дочка Тамари.
- Маруся — донька Мами Олі.

## Автор про роман

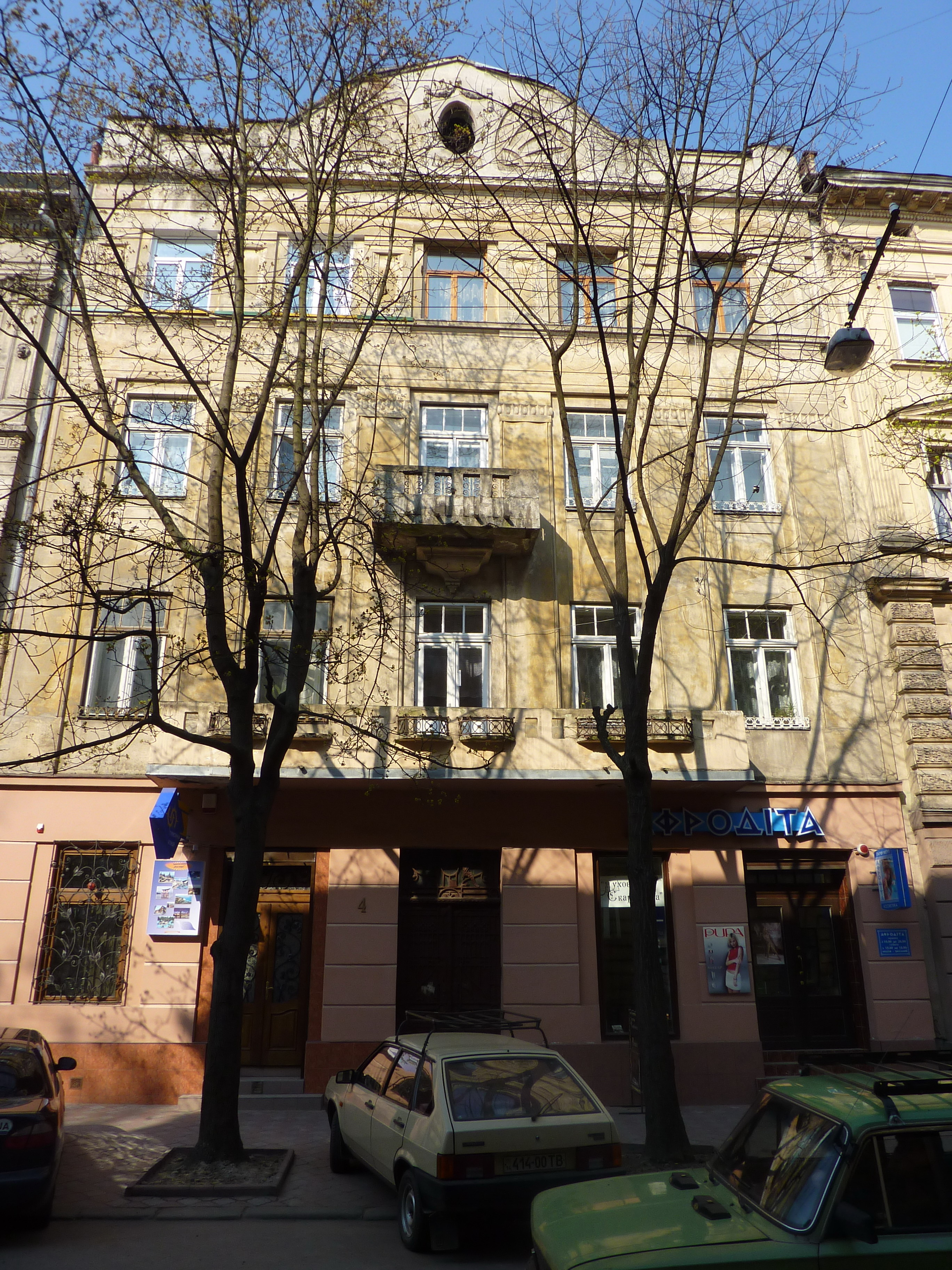
Будинок, у якому мешкав Станіслав Лем у Львові (зараз вулиця Богдана Лепкого, 4)

«У книжці образ дому пов'язаний з пошуком ідентичності: скажи мені, де твій дім, і я скажу тобі, хто ти. У моїх героїв із цим все заплутано, принаймні спочатку: Новий рік вони святкують за московським часом, бо так звикли, і за бакинським, бо в Баку народилася одна з героїнь. А коли інша героїня, Маша, говорить про столицю, то зовсім не очевидно, про яку столицю для неї ідеться — про Київ чи ще про Москву. Великою мірою „Дім для Дома“ — книжка про небезпечну ностальгію, про таке відставання героїв у часі. Для полковника ж насправді Україна є домом, хоча він у цьому навіть собі не зізнається».

## Оцінка літературознавців і критиків
- Відома літературознавиця, критик Ганна Улюра дала позитивну оцінку тексту, кажучи, що в романі «кожна думка, рух, намір героїв спричиняє розгалужені ризоми реальних і альтернативних подій. Всі пов'язані з усім, всі від усіх залежні — причину і наслідок не те що відокремити одне від одного складно, їх впізнати буде нелегко. Все як в житті».[5]
- Ярослава Стріха вбачає в «Домі для Дома» такі недоліки: «У романі багато кумедних деталей про вигадування минулого, яке можна використати (з різною метою: щоб продати туристам і заробити чи щоб не почуватися екзистенційно самотнім), і про засадничу сконструйованість, а не апріорну заданість традиції. Щоправда, хотілося б, щоб герої були трошки опукліші й не зводилися виключно до своїх розборок з історією».[6]
- Ростислав Семків — член журі номінації «ЛітАкцент року — 2017» — у підсумкових заувагах сказав: «Львів і львівськість, українці, росіяни, поляки у Львові та поза ним, біографії окремих людей (наприклад, військового льотчика) та цілих родин під час Союзу та після Союзу, ще ближчі до нас часи, навіть зовсім нещодавні. Багато маленьких приємних детальок, що наповнюють цей простір, цілком можуть додати читанню насолоди, проте звичайний читач може стомитися від деякої одноманітності настрою роману».[6]
- Літературознавиця Олена Романенко вважає проблему, порушену в романі, актуальною, бо «перед Ціликами — величезна географічна пустка, а їхнє життя не вписане в цей ландшафт і не є продовженням цього ландшафту. І їхня трагедія ще й у тому, що вся родина — мігранти в межах своєї країни. Ця метафора, яка виростає із соціальної та міграційної політики СРСР і впливає на ідентичність українців навіть через 25 років після отримання незалежності…».[7]

## Цитати з твору
- Дивно, що почуття провини не пускає людину до храму релігії, що й заснована, здається, на цьому самому почутті.
- Ця квартира на тихій вулиці біля парку — тимчасовий табір для біженців. Не аж такий сумний, цілком впорядкований і охайний — але табір. Тут складено все, що може знадобитися потім, у тому житті, яке колись розпочнеться, — невідомо коли, й невідомо, яка ще війна має для цього скінчитися. А поки майбутнє чекає на книжкових полицях, у шафах, на шафах, в сервантах і під ліжками у коробках. Тут ніхто не викине жодної пари туфель, хоча ходити на цих підборах старші вже не вміють, молодші — ще не навчились.
- Товсті рулони азербайджанських і грузинських килимів і запаковані у газету «Правда» польські сервізи, і в'язанки книжок — повні зібрання Пушкіна, Достоєвського, Леніна та Шекспіра, і сукні та туфлі у незліченних картонних коробках, і білосніжну німецьку шафу, і саморобні книжкові полиці, й залізні ліжка — такі, наче з казарм, іншими так і не розжилися, не встигли, що ж… Меблі розставляли довкола старих орієнтирів: залізної скрині й пічки з потрісканими білими кахлями та чорним нутром. Довкола чужої скрині й старої пічки будували нове життя.
- Лише за кілька років після описаних тут пасторальних часів іноді доводилося заздрити тривкості мертвих речей. З дня на день від них забирали людей і вони ставали посміховиськом. Жахливим було те несподіване сирітство, неужитковість покинутих крісел, ціпків, дрібничок. По правді, виглядало на те, що предмети змагаються з живими, що вони стійкіші від них, менш залежні від катастроф часу. Немов лише позбувшись власників, вони набирали сили й значення.

## Видання
- 2017 рік у «Видавництві Старого Лева».

## Переклади
- Польською «Dom dla Doma», 2020 рік, видавництво «Warstwy».